# Достоевская (станция метро, Кольцевая линия)
«Достое́вская» — строящаяся станция Московского метрополитена на Кольцевой линии на действующем перегоне между станциями «Новослободская» и «Проспект Мира». Будет связана пересадкой с одноимённой станцией на Люблинско-Дмитровской линии. Станет первой подземной станцией в московском метро, к которой подведут траволаторы, и первой станцией на Кольцевой линии с 1954 года — после её замыкания. Строительство станции началось в декабре 2022 года и, предположительно, займёт шесть лет ввиду сложности её возведения — встраивания посреди действующей линии. Прежними проектными названиями (на время строительства) были «Суворовская», «Площадь Коммуны», «Суворовская площадь» и «Площадь Суворова».

## Расположение
Расположение предполагается на границе Мещанского и Тверского районов (ЦАО). «Достоевская» будет располагаться между станциями «Новослободская» и «Проспект Мира», под южной частью Суворовской площади. Для обеспечения строительства станции при сооружении перегона в 1950-х годах был оставлен задел: в этом месте пути не имеют уклонов и поворотов, а между ними оставлено достаточно места, чтобы соорудить центральный зал. Таким образом, «Достоевскую», как и станцию «Горьковская» (ныне — «Тверская»), открытую в 1979 году, планировалось построить на действующем перегоне.

## История
В 1990-х годах была освобождена площадка для строительства станции, более никаких работ на ней не велось.
По словам бывшего начальника Московского метрополитена Д. В. Гаева, вход на станцию планировался на Олимпийском проспекте, напротив СК «Олимпийский».
По словам первого заместителя мэра Москвы Юрия Росляка (6 июля 2010 года, программа «Лицом к городу»), разработку проекта станции предполагалось начать в 2011 году, чтобы к 2013—2014 годам начались строительные работы.
В 2011 году начались предварительные работы для постройки обходных тоннелей вокруг места будущей станции, но из-за дороговизны проекта стройку временно заморозили.
17 июля 2012 года постановлением Правительства Москвы № 333-ПП был утверждён проект планировки станции. Тем не менее, постановлением Правительства Москвы от 30 апреля 2013 года № 282-ПП «О внесении изменения в постановление Правительства Москвы от 4 мая 2012 года № 194-ПП» начало строительства станции «Суворовская» было перенесено на неопределённый срок.
Активные работы в стволе № 942-к (официально относящемся к комплексу строительных площадок, изначально расчищенных под станцию «Достоевская» Люблинско-Дмитровской линии), расположенном между Олимпийским проспектом и Екатерининским садом, были остановлены в 2013 году, хотя сама площадка огорожена и сохраняется. Вторая площадка со стволом № 942 располагается на Селезнёвской. По состоянию на февраль 2017 года решение о возобновлении строительства не было принято, не исключалась консервация, по причине необходимости строительства горным (то есть взрывным) способом, требующим больших денежных затрат.
В марте 2017 года было объявлено об отказе от строительства этой станции.
Однако в конце июля 2019 года было сообщено, что строительство станции будет возобновлено до конца года. Об этом объявил мэр Москвы Сергей Собянин. В начале августа заместитель мэра столицы по вопросам градостроительной политики и строительства Марат Хуснуллин сообщил, что станция будет построена до конца 2023 года.
23 апреля 2021 года заммэра Москвы Андрей Бочкарёв заявил, что станция будет построена после завершения Большой кольцевой линии и освобождения метростроительных мощностей, не указав при этом конкретных сроков.

Решение уже принято, сейчас ведётся корректировка проекта. Необходимо понять, как минимизировать влияние строительства на действующую Кольцевую линию. То, что «Суворовская» нужна, сомнений нет. Но это технологически сложный объект. Его завершить можно только после окончания строительства Большого кольца.
— Андрей Бочкарёв в интервью газете «Вечерняя Москва», 30 июля 2021 года
6 октября 2022 года объявлено об утверждении мэром Москвы Сергеем Собяниным проекта строительства станции, а в декабре того же года — о начале строительства, которое займёт пять лет. При этом для строительства понадобится сооружение обходных тоннелей, а проходческие щиты использованы не будут. Старт проходке обходных тоннелей был дан в ноябре 2023 года. Строительство сооружений займёт около года, после чего планируется приостановка работы линии в каждом из направлений на 3-4 месяца поочерёдно для переключения движения поездов на обходные тоннели. После окончания строительства станции они будут использоваться для ночного отстоя составов.
21 марта 2024 года мэр Москвы Сергей Собянин утвердил название станции — «Достоевская».

## Строительство
- 15 августа 2019 года — возобновлено строительство станции[20].
- 12 декабря 2019 года — объявлено о старте активных работ по сооружению станции в 2020 году. Станция должна быть построена до конца 2023 года[21].
- март 2022 года — начаты подготовительные работы к возобновлению строительства[22]. В соответствии с графиком, окончание работ намечено к октябрю 2024 года.
- 26 мая 2022 года — объявлено об активных работах по расконсервации выработок и завершении дополнительных изысканий[23][24].
- 27 мая 2022 года — объявлено о планах на строительство без прекращения движения на действующих перегонах[25].
- 6 октября 2022 года — утверждён проект станции[15].
- 19 ноября 2023 года — начата проходка первого обходного тоннеля (с внутренней стороны кольца)[источник не указан 597 дней].
- 24 декабря 2023 года — начата проходка второго обходного тоннеля (с внешней стороны кольца)[источник не указан 597 дней].

## Проект
Проектная документация по станции с тогдашним названием «Суворовская» была разработана ГУП НИиПИ Генплана в соответствии с распоряжением правительства Москвы № 486-РП от 28 июня 2011 года.
Согласно проекту планировки, станция должна иметь один подземный вестибюль, расположенный в восточном торце станции, с выходом на пересечении улиц Дурова и Делегатской. Через систему подземных переходов предполагается выход к театру зверей имени Дурова, спортивному комплексу «Олимпийский» и другим объектам. Из западного торца станции можно будет осуществить пересадку на станцию «Достоевская» Люблинско-Дмитровской линии.
Планируется первой в Московском метрополитене с траволаторами, которые будут расположены в 350-метровом подземном переходе между станцией и планирующимся вторым вестибюлем.
По сложности возведения станции метростроители описывают проект «как Эйфелева башня, только под землёй».
В СМИ одновременно друг с другом упомянуто строительство станции без остановки движения поездов и переключение движения с «основных» тоннелей на обходные, — «мимо» строительства, для которых понадобятся дополнительные камеры съезда на перегоне, однако практика строительства без прекращения движения поездов (из станций глубокого заложения) имела место лишь при строительстве «Тверской» — без обходных тоннелей, — в перегонном тоннеле.

## Происшествия
4 февраля 2013 года в стволе шахты строящейся станции произошло обрушение породы, пострадал один рабочий.